# Tmarus locketi
Tmarus locketi là một loài nhện trong họ Thomisidae.
Loài này thuộc chi Tmarus. Tmarus locketi được miêu tả năm 1942 bởi Millot.